# Edward Devereux (11e vicomte Hereford)
Edward Devereux, 11e vicomte Hereford (vers 1710 – 20 août 1760) est un pair britannique et le 11e vicomte Hereford, succédant à un cousin éloigné, Price Devereux (10e vicomte Hereford).

## Famille et ascendance
Il est le fils d'Arthur Devereux de Nantcribba, Montgomeryshire (décédé en 1711) et de sa seconde épouse Elizabeth Glyn. Son grand-père maternel est Richard Glyn de Maesmawr.
Le 13 avril 1738, Edward épouse Catherine Mytton (décédée en 1748). Elle est la fille de Richard Mytton de Pontyscowryd et Garth, High Sheriff of Montgomeryshire et Dorothy Wynn. Ils ont au moins quatre enfants :
- Edward Devereux, 12e vicomte Hereford (19 février 1740 - 1er août 1783).
- George Devereux (13e vicomte Hereford) (25 avril 1744 - 31 décembre 1804)
- Bridget Devereux (d. 1781). Mariée à Price Jones.
- Catherine Devereux (d. 1814). Mariée au révérend John Acland de Broadclyst.